# Synosis ugaldei
Synosis ugaldei là một loài tò vò trong họ Ichneumonidae.